# Marco Tecchio
Marco Tecchio (Valdagno, 31 augustus 1994) is een Italiaans wielrenner die anno 2016 rijdt voor Unieuro Wilier.

## Carrière
In 2016 won Tecchio de derde etappe in de Ronde van Bulgarije, waardoor hij de leiding in het algemeen klassement overnam van Filippo Fiorelli. De leiderstrui wist hij in de laatste vier etappes te behouden, waardoor hij zowel het eind- als het jongerenklassement op zijn naam mocht schrijven. Eerder dat jaar had hij al het jongerenklassement van de Sibiu Cycling Tour gewonnen.

## Overwinningen
2016
Jongerenklassement Sibiu Cycling Tour
3e etappe Ronde van Bulgarije
Eind- en jongerenklassement Ronde van Bulgarije

## Ploegen
- 2014 –  Area Zero Pro Team
- 2015 –  Unieuro Wilier
- 2016 –  Unieuro Wilier